# Capitonius tenuiflagellum
Capitonius tenuiflagellum is een insect dat behoort tot de orde vliesvleugeligen (Hymenoptera) en de familie van de schildwespen (Braconidae). De wetenschappelijke naam van de soort werd voor het eerst geldig gepubliceerd door Pitz & Sharkey in 2007.